# Baccalaureus hexapus
Baccalaureus hexapus is een kreeftachtigensoort uit de familie van de Lauridae. De wetenschappelijke naam van de soort is voor het eerst geldig gepubliceerd in 1936 door Pyefinch.